# Грб Габона
Грб Габона је званични хералдички симбол афричке државе Габонске Републике. Грб је усвојен 15. јула 1963. године. Дизајнирао га је швајцарски херладичар и вексилолог Луј Милеман.

## Опис
Штит са обе стране придржавају пантере, које симболизују устрајност и храброст председника који штити народ. Златни дискови на горњем делу штита симболизују рудна богатства земље. Брод на доњем делу штита представља Габон који иде према бољој будућности. Окуме стабло изнад штита представља трговину трупцима.
У грбу се налазе два гесла. На траци испод штита је гесло на францускоме, „UNION, TRAVAIL, JUSTICE” („унија, рад, правда“). Друго гесло, на латинском језику, налази се испод грана окуме стабла, а гласи „UNITI PROGREDIEMUR“ („идемо напред уједињени“).